# مالکوم فریزر
مالکوم فریزر (انگلیسی: Malcolm Fraser; ۲۱ مهٔ ۱۹۳۰ – ۲۰ مارس ۲۰۱۵) یک سیاست‌مدار اهل استرالیا بود. مالکوم فریزر در ۲۰ مارس ۲۰۱۵ در سن ۸۴ سالگی درگذشت.
وی همچنین برنده جوایزی همچون نشان استرالیا شده‌است.